# Paperino guardiano del faro
Paperino guardiano del faro (Lighthouse Keeping) è un film del 1946 diretto da Jack Hannah. È un cortometraggio animato della serie Donald Duck, prodotto dalla Walt Disney Productions e uscito negli Stati Uniti il 20 settembre 1946, distribuito dalla RKO Radio Pictures. Nel novembre 1984 fu inserito nel film di montaggio Buon compleanno Paperino.

## Trama
Paperino è il guardiano notturno di un faro ed è seccato dal non riuscire a leggere il suo libro a causa del movimento della luce. Decide così di infastidire un pellicano dormiente, abbagliandolo. Il pellicano, furibondo, sale sul faro e spegne la luce, che viene riaccesa da Paperino. Inizia così una lotta tra il pellicano e Paperino, dove il primo spegne la luce e il secondo la riaccende. La battaglia continua in vari modi per tutta la notte, al termine della quale il pellicano riesce ad avere la meglio. Paperino però non si dà per vinto e abbassa tutte le tapparelle, per continuare la battaglia contro il pellicano anche di giorno.

## Distribuzione

### Edizione italiana
Il corto arrivò in Italia nel novembre 1984, e fu incluso nella VHS Buon compleanno Paperino in lingua originale. Nel 1990, per l'uscita nei cinema, il corto venne doppiato in italiano dal Gruppo Trenta e fu abbinato al Classico Disney La sirenetta. Tale doppiaggio del corto venne incluso l'anno successivo nella VHS Pippo superstar e fu poi utilizzato nelle varie successive occasioni.

### Cinema
- La sirenetta (7 dicembre 1990)[3][2]

### Edizioni home video

#### VHS
- Buon compleanno Paperino (novembre 1984)[5]
- Pippo superstar (febbraio 1991)[4]
- Paperino piume, guai e simpatia (maggio 1999)[6]

#### DVD
Il cortometraggio è incluso nel DVD Walt Disney Treasures: Semplicemente Paperino - Vol. 2 e, come contenuto speciale, nel DVD del film Elliot, il drago invisibile.